# Driven (jeu vidéo)
Pour les articles homonymes, voir Driven.
Driven est un jeu vidéo de course édité par Bam! Entertainment, sorti en 2001 sur PlayStation 2, GameCube et Game Boy Advance. Il est basé sur le film du même nom.

## Accueil
- Jeuxvideo.com : 5/20 (PS2)[1] - 12/20 (GBA)[2]